# ليندسي بتروورث
ليندسي بتروورث (من مواليد 27 سبتمبر 1992) هي عداء المسافات المتوسطة الكندية.  كانت قد شاركت في سباق 800 متر نساء في بطولة العالم 2017 في ألعاب القوى . 

## روابط خارجية
- ليندسي بتروورث على موقع الاتحاد الدولي لألعاب القوى (الإنجليزية)
- ليندسي بتروورث على موقع الاتحاد الكندي لألعاب القوى (الإنجليزية)
- ليندسي بتروورث على موقع اللجنة الأولمبية الدولية (الإنجليزية)
- ليندسي بتروورث على موقع أوليمبيديا (الإنجليزية)
- ليندسي بتروورث على موقع اللجنة الأولمبية الكندية (الإنجليزية)